# Élection partielle québécoise de 2019
L’élection partielle québécoise de 2019 a eu lieu le 2 décembre 2019 dans la circonscription électorale de Jean-Talon, à la suite de l'annonce de la démission du député Sébastien Proulx, le 30 août précédent. L'élection est remportée par la candidate de la Coalition avenir Québec, Joëlle Boutin, avec 43,3 % des votes.

## Contexte
Le 30 août 2019, Sébastien Proulx, député de la circonscription de Jean-Talon depuis 2015, annonce sa démission et son retrait de la vie politique pour devenir responsable des affaires institutionnelles chez Desjardins.
La date de la tenue de l'élection partielle destinée à élire son successeur est fixée au 2 décembre suivant.

## Candidats
|                                                                                               | Nom              | Parti                               | Nombre de voix | %      | Maj.  |
| --------------------------------------------------------------------------------------------- | ---------------- | ----------------------------------- | -------------- | ------ | ----- |
|                                                                                               | Joëlle Boutin    | Coalition avenir                    | 9 950          | 43,4 % | 4 208 |
|                                                                                               | Gertrude Bourdon | Libéral                             | 5 742          | 25 %   | -     |
|                                                                                               | Olivier Bolduc   | Québec solidaire                    | 3 888          | 17 %   | -     |
|                                                                                               | Sylvain Barrette | Parti québécois                     | 2 137          | 9,3 %  | -     |
|                                                                                               | Emilie Coulombe  | Vert                                | 640            | 2,8 %  | -     |
|                                                                                               | Éric Barnabé     | Conservateur                        | 233            | 1 %    | -     |
|                                                                                               | Ali Dahan        | Indépendant                         | 206            | 0,9 %  | -     |
|                                                                                               | Stéphane Blais   | Citoyens au pouvoir                 | 85             | 0,4 %  | -     |
|                                                                                               | Michel Blondin   | Parti pour l'indépendance du Québec | 32             | 0,1 %  | -     |
|                                                                                               | Stéphane Pouleur | Équipe autonomiste                  | 23             | 0,1 %  | -     |
| Total                                                                                         | Total            | Total                               | 22 936         | 100 %  |       |
| Le taux de participation lors de l'élection était de 49,2 % et 109 bulletins ont été rejetés. |                  |                                     |                |        |       |